# Солодун, Галина Николаевна
Галина Николаевна Солодун (род. 26 января 1968, Мишковка, Брянская область) — российский политик, сенатор Российской Федерации (с 2020 по 2024 год), представитель Брянской областной думы. Входила в Комитет Совета Федерации по федеративному устройству, региональной политике, местному самоуправлению и делам Севера.
Находится под персональными международными санкциями стран ЕС, Великобритании, США, Канады, Швейцарии, Австралии, Украины, Новой Зеландии.

## Биография
Родилась 26 января 1968 года в селе Мишковка Стародубского района Брянской области.
Выросла в Стародубском районе Брянской области, работала в газовой отрасли.
В 2010 году окончила Брянский государственный технический университет.
В декабре 2015 года, занимая должность заместителя генерального директора по строительству и инвестициям ОАО «Газпром газораспределение Брянск», перешла на государственную службу, возглавив Департамент строительства и архитектуры Брянской области.
8 сентября 2019 года избрана в Брянскую областную Думу от «Единой России», а 27 сентября в первом заседании областного парламента нового созыва большинством в 54 голоса против двух при двух воздержавшихся избрана представителем законодательной власти области в Совете Федерации вместо Екатерины Лаховой.
Из-за поддержки российской агрессии и нарушения территориальной целостности Украины во время российско-украинской войны находится под персональными международными санкциями разных стран. С 9 марта 2022 года находится под санкциями всех стран Европейского союза. С 15 марта 2022 года находится под санкциями Великобритании. С 30 сентября 2022 года находится под санкциями Соединенных Штатов Америки. С 23 марта 2022 года находится под санкциями Канады. С 16 марта 2022 года находится под санкциями Швейцарии. С 21 апреля 2022 года находится под санкциями Австралии. Указом президента Украины Владимира Зеленского от 7 сентября 2022 находится под санкциями Украины. С 3 мая 2022 года находится под санкциями Новой Зеландии.